# 블라데렌 타타르스키
블라데렌 타타르스키(러시아어: Владле́н Тата́рский)라는 예명으로 더 잘 알려진 막심 유리예비치 포민(러시아어: Макси́м Ю́рьевич Фоми́н, 1982년 4월 25일~2023년 4월 23일)은 우크라이나 태생 러시아의 군사 블로거이다. 은행강도 유죄 판결을 받았고 러시아-우크라이나 전쟁에 참전했으며 2023년 4월 상트페테르부르크에서 발생한 폭격으로 암살되기 전까지 러시아와 우크라이나의 분리주의 세력 선전가로 활동했다.

## 생애
1982년, 도네츠크주 마키이우카에서 태어난 포민은 우크라이나와 후에 러시아 시민권을 가지고 있었다. 그는 어머니 라빌랴 이브라기모바의 편에서 타타르인 혈통이었다. 2011년, 그는 은행 강도로 우크라이나에 수감되었다. 돈바스에서 전쟁이 발발한 동안, 그는 탈옥했고 러시아가 지원하는 도네츠크 인민공화국의 군대에 들어갔다. 후에, 그는 붙잡혔고 결국 다시 수감되었다.
포민은 도네츠크 인민공화국의 수장인 알렉산드르 자하르첸코에 의해 사면되었고, 돈바스 전쟁 중에 보스토크 대대와 함께 우크라이나군에 맞서 싸울 기회를 얻었다.
포민은 돈바스 전쟁을 반성하며 2014년 10월부터 "수천 명의 러시아 장교"가 이 지역에서 복무해 2022년 이전에는 러시아 연방이 우크라이나 본토에 군사적으로 관여하지 않았다는 러시아의 공식 입장과 모순된다고 썼다. 타타르스키는 2019년부터 2023년 사망할 때까지 모스크바에서 살았다.

## 암살
2023년 4월 2일, 타타르스키는 상트페테르부르크의 한 카페에서 주최한 행사에 초청 연사로 참석하던 중 폭발로 사망했다. 그의 죽음은 비디오에 잡혔다. 러시아 당국에 따르면 24명의 다른 사람들이 부상을 입었는데, 그 중 6명은 중태이다. 전하는 바에 따르면 이 카페는 크렘린과 밀접한 관계가 있는 러시아 사업가이자 준군사 바그너 그룹의 대표인 예브게니 프리고진이 소유하고 있었다. 상트페테르부르크 거주자 다리아 트레포바는 러시아 연방수사위원회에 의해 용의자로 간주되었다. 수사관들에 따르면, 그녀는 폭발물이 숨겨진 타타르스키의 흉상이 있는 상자를 카페에 가져왔다. 4월 3일, 결국 그녀는 체포되었다.
사건 이후, 마르가리타 시모냔, 티나 칸델라키, 안톤 크라솝스키는 공격에 대해 우크라이나를 비난하고 보복을 요구했다. 프리고진은 우크라이나 국영 배우들에게 책임이 없다고 제안했고, 우크라이나인 미하일로 포돌랴크는 폭격을 러시아 탓으로 돌렸다. 전쟁 연구소는 폭격이 다른 러시아 논평가들에게 전쟁 수행에 대한 비판을 누그러뜨리거나 블라디미르 푸틴에게 위협을 가할 수 있는 바그너 계열 배우들을 위협하고 정보 공간을 통제하려는 크렘린의 목표에 기여할 수 있다고 평가했다.